# فالكون 9

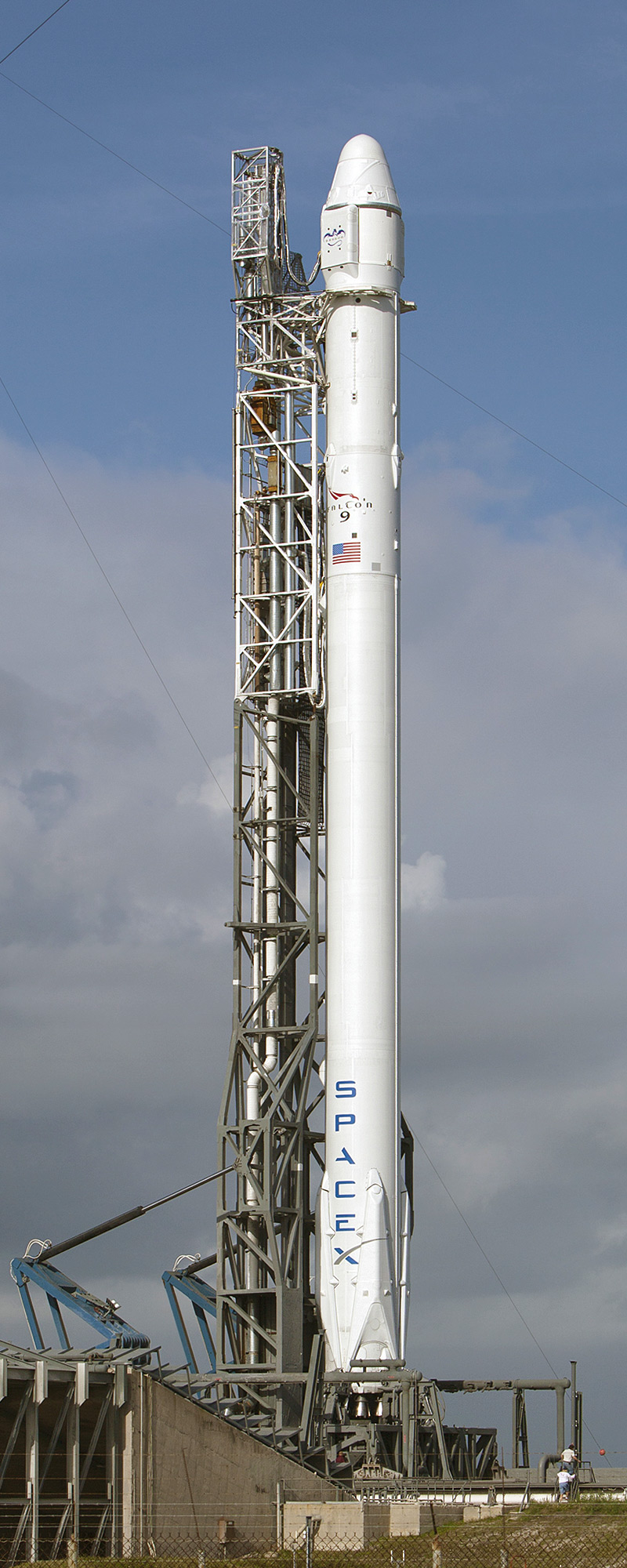
فالكون9 v1.1 وعليه المركبة الفضائية دراغون وحوامل هبوط المرحلة الأولى على منصة الإطلاق (عام 2014)

فالكون 9 (بالإنجليزية: Falcon 9)‏ هو صاروخ إطلاق قابل لإعادة الاستخدام جزئيًا مكون من مرحلتين ومخصص للرفع المتوسط، صُمم وصُنع من قِبل شركة سبيس إكس في الولايات المتحدة الأمريكية. يمكن أن تعود أحدث نسخة من المرحلة الأولى للصاروخ إلى الأرض وتسافر إلى الفضاء عدة مرات. زُودت المرحلتان الأولى والثانية بمحرك ميرلين الخاص بسبيس إكس، الذي يستخدم الأكسجين السائل المبرد والكيروسين (آر بّي) كوقود دفع. سُمي الصاروخ نسبةً لمركبة الفضاء الخيالية في سلسلة أفلام حرب النجوم، ميلينيوم فالكون، ونسبةً لمحركات ميرلين التسعة في المرحلة الأولى للصاروخ. تشمل إصدارات الصاروخ النسخة 1 (بين عامي 2010 و2013)، والنسخة 1.1 (بين عامي 2013 و2016)، والنسخة 1.2 فول ثراست (بين عام 2015 والحاضر)، بما في ذلك نسخة بلوك 5 فول ثراست المُستخدمة منذ مايو 2018. على عكس معظم الصواريخ المُستخدمة، التي هي أنظمة إطلاق مُستهلكة، أصبح صاروخ فالكون 9 قابلًا لإعادة الاستخدام جزئيًا منذ صدور نسخة فول ثراست، إذ يمكن للمرحلة الأولى الدخول مرة أخرى في الغلاف الجوي والهبوط عموديًا بعد الانفصال عن المرحلة الثانية. نُفذت هذه العملية لأول مرة خلال الرحلة 20 في ديسمبر 2015. منذ ذلك الحين، نجحت سبيس إكس في الهبوط بالمعزز الصاروخي 100 مرة، وأعيد استخدام المرحلة الأولى لما يصل إلى 11 مرة.
يمكن لفالكون 9 رفع حمولات تصل كتلتها إلى 22800 كيلوجرام (50300 باوند) إلى مدار أرضي منخفض (إل إي أوه)، و8300 كيلوجرام (18300 باوند) إلى مدار جغرافي ثابت انتقالي (جي تي أوه) عند استهلاك الصاروخ بالكامل، و5500 كيلوجرام (12100 باوند) إلى جي تي أوه عند استعادة المرحلة الأولى، وذلك داخل مخزن حمولة يبلغ حجمه 145 مترًا مكعبًا. أثقل حمولتان أطلِقتا إلى مدار جي تي أوه هما إنتلسات 35 إي بكتلة 6761 كيلوجرام (14905 باوند)، وتيلستار 19 في بكتلة 7075 كيلوجرام (15598 باوند). أُطلِق قمر وتيلستار 19 في إلى مدار جي تي أوه منخفض الطاقة بنقطة أوج أخفض بكثير من الارتفاع الثابت جغرافيًا، بينما أُطلِق إنتلسات 35 إي إلى مدار انتقالي متزامن فائق. في أواخر عام 2021، استُخدم فالكون 9 لإطلاق مسبار آي إكس بّي إي إلى مدار استوائي من مركز كينيدي للفضاء وبعد الإطلاق أُجريت مناورة لتغيير مستوى المدار.
في عام 2008، فازت سبيس إكس بعقد خدمات إعادة الإمداد التجارية (سي آر إس) في برنامج خدمات النقل المداري التجاري (سي أوه تي إس) التابع لناسا لتسليم البضائع إلى محطة الفضاء الدولية (آي إس إس) باستخدام صاؤوخ فالكون 9 وكبسولة دراجون. أُطلِقت أول مهمة ضمن هذا العقد في 8 أكتوبر 2012. تم الموافقة على استخدام فالكون 9 لإطلاق رواد فضاء ناسا إلى محطة الفضاء الدولية ضمن برنامج تطوير الطاقم التجاري. صُنف فالكون 9 في برنامج الأمن القومي للإطلاق الفضائي وبرنامج خدمات إطلاق ناسا ضمن الفئة 3، ما يعني إمكانية استخدام فالكون 9 لإطلاق مهمات ناسا الأغلى والأكثر أهميةً وتعقيدًا. يُعتبر فالكون 9 أكثر صواريخ الإطلاق الفضائية تقدمًا في العالم وفق مصادر مختلفة. اعتبارًا من يناير 2021، أُطلِق فالكون 9 أكثر من أي صاروخ أمريكي نشط وهو الصاروخ الأمريكي الوحيد المعتمد بالكامل لنقل البشر إلى محطة الفضاء الدولية، والصاروخ التجاري الوحيد الذي أطلق مهمةً مأهولةً إلى المدار. في 24 يناير 2021، سجل فالكون 9 رقمًا قياسيًا جديدًا بإطلاقه 143 قمرًا صناعيًا إلى المدار دفعةً واحدة.
أُطلِقت خمس صواريخ من النسخة 1 بين يونيو 2010 ومارس 2013. أُطلِقت النسخة 1.1 خمسة عشر مرة بين سبتمبر 2013 ويناير 2016. ما زالت نسخة فول ثراست مُستخدمة منذ ديسمبر 2015، وتلقت العديد من الترقيات منذ ذلك الحين. صدرت النسخة الأحدث من فول ثراست، بلوك 5، في مايو 2018. تتميز هذه النسخة بقوة دفع أكبر، وأرجل هبوط محسّنة، وتحسينات طفيفة أخرى للمساعدة في استعادة المرحلة الأولى وإعادة استخدامها. يتكون صاروخ فالكون الثقيل، الذي أُطلِق لأول مرة في فبراير 2018، من مرحلة أولى مركزية من صاروخ فالكون 9، ومرحلتين إضافيتين جانبيتين من صاروخ فالكون 9. تخطط سبيس إكس لاستبدال فالكون 9 وفالكون الثقيل في النهاية بنظام إطلاق ستارشيب الذي ما زال قيد التطوير.

## تاريخه

من اليسار إلى اليمين: Falcon 9, Falcon 1v.0, وثلاثة أطرزة من Falcon 9 v1.1 ، وطرازان من Falcon Heavy.

أعلنت شركة سبيس إكس في سبتمبر 2005 عن عزمها على تطوير صاروخ حامل أقوى من فالكون 5 يمكن إعادة استخدام المرحلة الأولى منه، وأسمته فالكون 9 . وتستخدم المرحلة الأولى لفالكون Falcon 9 v1.0 تسعة محركات صاروخية من نوع Merlin-1C ، وتعمل المرحلة الثانية بمحرك صاروخي واحد له نفاثة خروج العادم أكبر أيضا من نوع مرلين-1 سي.
وكان التخطيط المبدئي تطوير فالكون 5 إلا أن الأمر استقر على تطوير فالكون 9 الأقوى. فالكون 9 بما لها من 9 محركات صاروخية يمكنها العمل بسلام وتكون تحت السيطرة حتى لو تعطلت إحدى المحركات. وفي يوم 4 يونيو 2010 نجحت المرحلة الأولى لإطلاق فالكون 9 من قاعدة كيب كانافيرال من المنصة LC40 بنجاح. فقد وصلت إلى المدار المختار حول الأرض وتم انفصال المرحلة الأولى. وتبلغ حمولة النوع الأول من Falcon 9 v1.0
نحو 10 طن بالنسبة لمدار أرضي منخفض.
ثم غير الطراز واستبدل بعد خمسة مرات للإقلاع بالنظام المطور الأقوى وهو طراز v1.1 . زود هذا الطراز الأقوى بمحركات مرلين-1 دي. وهذا الدفع القوي يستطيع حمل كمية أكبر من الوقود. ولهذا طوّلت خوانات القود للمرحلتين الأولى والثانية. وجمعت 8 محركات المرحلة الأولى في حلقة حول المحرك الصاروخي الوسطي رقم 9، وتسمى شركة سبيس إكس هذا النظام بأنه «أوكتاويب» Octaweb، كناية عن رقم 8 . يستطيع هذا الطراز حمل حمولة قدرها 13 طن لإيصالها إلى مدار أرضي منخفض، كما أنها تكفي لحمولة قدرها 5 طن لتوصيلها إلى مدار أرضي جغرافي متزامن، ولكن ليس معروفا عما إذا كان ذلك يؤثر سلبا على إمكانية عودة المرحلة الأولى وإعادة استخدامها. على اية حال فقد حاول التقنيون التحكم في المرحلة الأولى بعد اطلاق الصاروخ لإعادة هبوطه على الأرض ولكن تلك المحاولات المبدئية فشلت.
خلال عام 2015 أتمت سبيس إكس عدة تعديلات على فالكون 9 . ورفعت من دفع المحرك الصاروخي Merlin-1D مما رفع إمكانية زيادة الوقود. وقد توصل التقنيون إلى ذلك عن طريق تبريد الكيروسين حيث تزيد كثافته ويقل حجمه والأكسجين السائل في المرحلتين الأولى والثانية، وكذلك عن طريق زيادة حجم خزانات الوقود في المرحلة العليا. وتسمى تلك الأطرزة الثانية. وتسمى تلك الأطرزة غير رسميا v1.2 أو v1.1 Full Thrust . ولكن بالنسبة إلى الحمولة التي يمكن للصاروخ اطلاقها إلى الفضاء فهي الحمولات التي سبق ذكرها بالنسبة للطراز v1.1.
وتم الإطلاق بنجاح في 21 ديسمبر 2015 بعدما فشل إطلاق يونيو 2015، وكان هذا إطلاق ديسمبر مشتملا تلك التعديلات في تصميم الصاروخ، ولأول مرة نجح التقنيون في إعادة المرحلة الأولى إلى قاعدة الإطلاق بسلام.
ومنذ البداية فإنه من المخطط تطوير ورفع كفاءة فالكون 9 أكثر من ذلك. ويوجد من المرحلة الأولى لفالكون 9 طرازين مشابهين من صاروخ دلتا 4 ثقيل كصاروخ تحفيز. ذلك الطراز المسمى (Falcon Heavy) من المفترض أن يحمل حمولة قدرها 53 طن وإيداعها في مدار أرضي منخفض، وبتكلفة بين 77 مليون إلى 135 مليون دولار أمريكي لكل بعثة. بسبب التطوير المستمر للصاروخ المعتاد فالكون 9 أثر ذلك على تباطؤ في تطوير «فالكون الثقيل»، ومن المُزعم إطلاقه في عام 2016 .

## الإنجاز
أطلقت شركة سبيس إكس في يوم 21 ديسمبر 2015 الصاروخ فالكون 9 من كيب كانافيرال، فلوريدا ليحمل 11 قمرا صناعيا للفضاء الخارجي. وبعد ما يقارب 10 دقائق من إطلاقه انفصل المرحلة الأولى من الصاروخ عن المرحلة الثانية وعادت إلى كيب كانافيرال وتم هبوطها في وضع رأسي بسلام.
بذلك حققت الشركة إنجازا حيث استعادت المرحلة الأولى للصاروخ التي عادت بسلام إلى القاعدة لأول مرة في التاريخ؛ وهو إنجاز جديد من نوعه حيث سيمكن من إعادة استخدام الصواريخ عدة مرات في رحلات الفضاء وسيودي كذلك إلى تخفيض تكلفة الرحلات إلى الفضاء ويُعد هذا الإنجاز أحد أكبر الإنجازات العلمية لعام 2015. تلك التقنية الجديدة سوف توفر أموالا تستغل لتجارب أخرى. يذكر أن هذه العملية الناجحة لصاروخ  فالكون 9  جاءت بعد محاولات كثيرة سابقة فشلت (المحاولة الناجحة كانت المحاولة 20)، وقد بلغت تكلفة صنع الصاروخ 16 مليون دولار وتكلفة تزويده بالوقود بلغت 200 ألف دولار أمريكي.

## وصلات خارجية
- لحظة إطلاق الصاروخ فالكون 9 في التجربة التي نجحت سنة 2015